# Łężyca
Łężyca is een plaats in het Poolse district  Zielonogórski, woiwodschap Lubusz. De plaats maakt deel uit van de gemeente Zielona Góra en telt 1046 inwoners.